# Viroqua ultima
Genre
Espèce
Synonymes
- Jotus ultimus L. Koch, 1881

Viroqua ultima, unique représentant du genre Viroqua, est une espèce d'araignées aranéomorphes de la famille des Salticidae.

## Distribution
Cette espèce est endémique d'Australie.

## Description
La carapace du mâle holotype mesure 2,7 mm de long et l'abdomen 3,1 mm.

## Publications originales
- L. Koch, 1881 : Die Arachniden Australiens. Nürnberg, vol. 1, p. 1213-1271 (texte intégral).
- Peckham & Peckham, 1901 : Spiders of the Phidippus group of the family Attidae. Transactions of the Wisconsin Academy of Sciences, Arts and Letters, vol. 13, p. 282-358 (texte intégral).